# 大陵增二
英仙座8，又名BD+57 535，HD 13982、SAO 23143、HR 661，是英仙座的一颗恒星，视星等为5.75，位于銀經134.25，銀緯-3.06，其B1900.0坐标为赤經2h 10m 54.8s，赤緯+57° -3.06′ 10″。